# Blækspruttebrydning
I blækspruttebrydning skulle en dykker kæmpe med en stor blæksprutte på lavt vand og trække den op til overfladen med sine bare hænder.
Der var ikke tale om brydning i sig selv, da de fleste blæksprutter er ret nervøse og slet ikke aggressive, medmindre de bliver provokerede, og i de fleste tilfælde af provokation ender det med, at blæksprutten flygter. Dykkerne søgte typisk i huller langs klipper i havet for at få fat i hovedet på en blæksprutte, og når en dykker havde fat, fortsatte han med at trække, indtil dyret gav op.

## Historie
En tidlig artikel om blækspruttebrydning kunne læses i et nummer af Modern Mechanix fra 1949.
En rapport fra Toledo Blade sagde, at der i 1957 samledes 200 mennesker for at se blækspruttebrydning i Puget Sound nær Tacoma, Washington. Et hold fra Portland, Oregon, vandt konkurrencen ved at fange en blæksprutte på 40 kg.
Blækspruttebrydning nåede højdepunktet af sin popularitet på USAs vestkyst i løbet af 1960'erne. På det tidspunkt blev de årlige World Octopus Wrestling Championships afholdt i Puget Sound, Washington. Begivenheden blev transmitteret på tv og tiltrak op mod 5.000 tilskuere. Der blev uddelt trofæer til de individuelle dykkere og hold, der fangede de største dyr. Bagefter blev blæksprutterne enten spist, givet til det lokale akvarium, eller sendt tilbage til havet.
I april 1963 deltog 111 dykkere i World Octopus Wrestling Championships. I alt 25 kæmpestillehavsblæksprutter (Enteroctopus dofleini) blev fanget den dag og vejede fra 1.8 to 25.9 kg. På grund af en aftale om tv-transmission af mesterskaberne, og da der ikke kunne findes tilstrækkeligt med blæksprutter på stranden, placerede arrangørerne adskillige blæksprutter, som de havde fanget forud for konkurrencen, langs med stranden for at sikre sig at konkurrencen kunne forløbe.
I slutningen af 1970erne forbød delstaten Washington blækspruttebrydning.